# Samoindukcja
Samoindukcja (indukcja własna) – zjawisko elektromagnetyczne, jest szczególnym przypadkiem zjawiska indukcji elektromagnetycznej. Samoindukcja występuje, gdy siła elektromotoryczna wytwarzana jest w tym samym obwodzie, w którym płynie prąd powodujący indukcję, powstająca siła elektromotoryczna przeciwstawia się zmianom natężenia prądu elektrycznego. Indukcyjność obwodu jest równa sile elektromotorycznej samoindukcji jaka powstaje w obwodzie przy zmianie natężenia o 1 amper występująca w czasie 1 sekundy
Zjawisko samoindukcji opisuje wzór:
{\displaystyle {\mathcal {E}}=-L{\frac {\Delta I}{\Delta t}},}
gdzie:
{\displaystyle {\mathcal {E}}} – indukowana siła elektromotoryczna w woltach,
{\displaystyle L} – Indukcyjność cewki lub elementu obwodu elektrycznego, w henrach,
{\displaystyle I} – natężenie prądu w amperach,
{\displaystyle t} – czas w sekundach
Samoindukcja przeciwdziałając zmianie natężenia prądu powoduje:
- opóźnienie wzrostu i spadku natężenia prądu,
- przepięcia niszczące obwody po wyłączeniu cewek,
- zmniejszenie natężenia prądu zmiennego.

Opór, który prąd napotyka na skutek działania samoindukcji określany jest potocznie mianem induktancji. Induktancja ta powoduje również przesunięcie fazowe płynącego prądu.
Samoindukcja występuje przede wszystkim w cewkach, ale także w mniejszym stopniu w każdym przewodniku elektrycznym.
Wartość siły elektromotorycznej samoindukcji zależy od szybkości zmian natężenia prądu w obwodzie.
Współczynnik samoindukcji ma wartość 1 H, kiedy zmiana natężenia prądu o 1 A spowoduje zmianę strumienia o 1 Wb lub kiedy ta sama zmiana w czasie 1 sekundy spowoduje powstanie SEM (siły elektromotorycznej) o wartości 1 wolta.